# Голд-Кост (аэропорт)
Аэропорт Голд-Кост или Аэропорт Кулангатты (англ. Gold Coast Airport (Coolangatta Airport)), (ИАТА: OOL, ИКАО: YBCG) — австралийский аэропорт внутренних и международных перевозок в Голд-Кост, расположенный в примерно ста километрах к югу от Брисбена. По обе стороны от взлётно-посадочных полос аэропорта находятся пять пригородных районов, полоса 14/32 проходит через границу штатов Квинсленд и Новый Южный Уэльс, которые в летнее время расположены в разных часовых поясах.
Аэропорт Голд-Кост является одним из наиболее динамично развивающихся аэропортов Австралии. В течение 2006/07 финансового года аэропорт обслужил более 3,7 миллионов пассажиров и продолжает наращивать свои мощности далее.

## История
До 1999 года Аэропорт Голд-Кост носил имя Аэропорта Кулангатты и первоначально (с 1936 года) эксплуатировал три взлётно-посадочные полосы по расчищенной траве, использовавшихся только для транзитных самолётов, перевозящих авиапочту между городами Сидней и Брисбен. Первый пассажирский рейс аэропорт принял в 1939 году, а регулярное пассажирское сообщение было открыто авиакомпаниями Queensland Airlines и Butler Air Transport только после Второй мировой войны. Авиакомпания Ansett начала коммерческие перевозки в аэропорту в 1950 году на самолётах Douglas DC-3, компания Trans Australia Airlines — в 1954 году самолётами Douglas DC-3, Douglas DC-4 и Convair с открытием регулярных пассажирских маршрутов в других города Австралии.
| Пассажирооборот аэропорта | Пассажирооборот аэропорта |
| Год                       | Всего пассажиров          |
| ------------------------- | ------------------------- |
| 1985-86                   | 777 798                   |
| 1990-91                   | ▲ 1 089 646               |
| 1995-96                   | ▲ 1 992 862               |
| 2000-01                   | ▼ 1 888 008               |
| 2005-06                   | ▲ 3 515 021               |
| 2010-11                   | ▲ 5 486 072               |
| 2015-16                   | ▲ 6 273 406               |
| 2020-21                   | ▼ 2 001 872               |

К 1958 году на рулёжные дорожки и взлётно-посадочные полосы было положено твёрдое покрытие и спустя десять лет проведена полная реконструкция ВПП для возможности приёма реактивных самолётов DC-9 и Lockheed L-188 Electra. В 1981 году исполняющий обязанности премьер-министра Австралии Энтони Дуглас (Douglas Anthony) открыл новое здание пассажирского терминала, получившего название в честь политического деятеля страны Эрика Робинсона (Eric Robinson) и рассчитанного на обслуживание более 650 тысяч пассажиров в год. В следующем году длина основной взлётно-посадочной полосы была увеличена до 2.042 метров, что позволило аэропорту сертифицироваться под приём широкофюзеляжных реактивных лайнеров Боинг 767 и Airbus A300 австралийских авиакомпаний Ansett Australia и Trans Australia Airlines на рейсах в Мельбурн и Сидней соответственно.
1 января 1988 года Аэропорт Голд-Кост перешёл из собственности правительства в собственность Федеральной корпорации аэропортов, полная приватизация аэропорта была произведена десять лет спустя, 29 мая 1998 года, новым его владельцем стала компания «Общество с ограниченной ответственностью Аэропорты Квинсленда» («Queensland Airports Limited»). В 1999 году название компании-владельца было изменено на «Gold Coast Airport Pty Ltd (GCAPL)», которая в настоящее время имеет в собственности и управляет тремя аэропортами в Голд-Кост, Маунт-Иса и Таунсвилле.
В 1990 году Аэропорт Голд-Кост принял свой первый международный чартерный рейс из Новой Зеландии, а к 1998 году новозеландская авиакомпания-дискаунтер Freedom Air (дочерняя авиакомпания национального перевозчика Air New Zealand) открыла регулярный маршрут на самолётах Боинг 737 из новозеландского аэропорта Гамильтон.
В 2007 году в Аэропорт Голд-Кост начала выполнение беспосадочных регулярных рейсов из Международного аэропорта Куала-Лумпур азиатская авиакомпания AirAsia X. К январю 2008 года данный маршрут пользовался такой популярностью, что были распроданы билеты на все рейсы вплоть до конца марта, поэтому AirAsia X анонсировала открытие ежедневных регулярных полётов по маршруту Куала-Лумпур — Голд-Кост.

## Инфраструктура аэропорта
В мае 2007 года начались работы по увеличению длины основной взлётно-посадочной полосы, параллельной рулёжным дорожкам. Планируемая длина ВПП составит 2.500 метров и позволит обслуживать более тяжёлые самолёты. Комплекс работ был официально открыт 16 мая 2007 года вице-премьером правительства страны — министром транспорта и регионального развития Австралии Марком Вэйлом.
Объявленный в настоящее время проект по реконструкции пассажирского терминала имеет бюджет в 100 миллионов долларов США, главным разработчиком проекта и фирмой, выполняющей основную часть проекта, определена австралийская компания «ADCO Constructions». Работы по реконструкции начались в начале 2008 года, планируются к окончанию в 2010 году и состоят из двух этапов. На первом этапе будет произведено расширение почти в два раза полезной площади пассажирского терминала (на 27.000 квадратных метров), включая ввод в действие терминалов самообслуживания на внутренних и международных авиалиниях и 40 единиц стоек регистрации пассажиров. На втором этапе будут проведены работы по расширению второго этажа пассажирского терминала с прицелом на прогнозируемое увеличение пассажирского трафика в ближайшие десять лет.
В Главном терминале (включающем Терминалы 1 и 2) обслуживаются рейсы авиакомпаний Qantas, Jetstar Airways, Virgin Blue, Air New Zealand, Pacific Blue Airlines и AirAsia X. Рейсы авиакомпании Tiger Airways Australia обслуживает низкобюджетный пассажирский Терминал 3, находящийся примерно в двухстах метрах от здания Главного терминала. Терминал 3 является почти полным аналогом пассажирского Терминала 4 в аэропорту Мельбурна, только в более меньшем масштабе.
22 сентября 2008 года было объявлено о расширении с 22 декабря этого же года маршрутной сети авиакомпании Air Pacific и открытии регулярных рейсов в Международный аэропорт Нади (Фиджи) с частотой полётов два раза в неделю.

## Объёмы перевозок

### Внутренние линии
| Место | Аэропорт | Пассажиры (чел.) | Динамика (%) |
| ----- | -------- | ---------------- | ------------ |
| 1     | Сидней   | 773 700          | ▼61,9        |
| 2     | Мельбурн | 719 200          | ▼53,9        |
| 3     | Аделаида | 136 000          | ▼15,2        |

| Место | Аэропорт | Пассажиры (чел.) | Динамика (%) |
| ----- | -------- | ---------------- | ------------ |
| 1     | Аделаида | 8 800            | ▼9,3         |

### Международные линии
| Место | Аэропорт     | Обслужено пассажиров | % Изменение |
| ----- | ------------ | -------------------- | ----------- |
| 1     | Окленд       | 69 917               | ▼478,9      |
| 2     | Токио        | 41 504               | ▼364,9      |
| 3     | Куала-Лумпур | 27 130               | ▼506,5      |
| 4     | Сингапур     | 19 346               | ▼640,5      |
| 5     | Крайстчерч   | 16 773               | ▼507,5      |
| 6     | Веллингтон   | 12 149               | ▼437,3      |
| 7     | Сеул         | 11 972               | ▲224,2      |
| 8     | Куинстаун    | 8953                 | ▼555,8      |